# Blätter des Deutschen Theaters
Die Blätter des Deutschen Theaters waren eine von 1911 an vom Deutschen Theater Berlin herausgegebene und im Verlag Erich Reiß erschienene Programmschrift, die von den Dramaturgen Felix Hollaender und Arthur Kahane geleitet wurde.

## Geschichte
1918 bis 1920 kam sie, redaktionell betreut von Heinz Herald, als Anhang der in den beiden ersten Ausgaben von Paul Kornfeld, dann von Arthur Kahane redigierten Monatsschrift „Das junge Deutschland“ heraus. Von 1920 an erschien sie wieder unter ihrem ursprünglichen Titel. Bis 1925 leitete sie Heinz Herald, danach bis 1928 Harry Kahn. In der DDR übernahm Heinar Kipphardt die Redaktion der Nachfolgezeitschrift „Neue Blätter des Deutschen Theaters und der Kammerspiele“, die von 1950 bis 1951 erschien.
Im Jahr 1985 erschienen die "Blätter des Deutschen Theaters" wieder als Vierteljahresschrift des Deutschen Theaters (Berlin/DDR) unter der Redaktion des Dramaturgen Alexander Weigel. Heft 1 kam im September 1985 heraus, das letzte erschien 1992 als Doppelheft 22/23.